# Ernst Graumann
Ernst Graumann (* 7. Oktober 1913 in Freiburg im Breisgau; † 17. August 1991) war ein deutscher Politiker, Regierungspräsident im Regierungsbezirk Detmold und Verwaltungsbeamter in Nordrhein-Westfalen.

## Leben
Ernst Graumann studierte Jura und legte im Dezember 1939 die große Staatsprüfung ab und wurde anschließend Regierungsassessor in der Regierung Frankfurt/Oder. Ab 1942 war er Teilnehmer des Zweiten Weltkriegs. 1948 wurde er bei der Bezirksregierung Düsseldorf nach Rückkehr aus der Kriegsgefangenschaft eingestellt.
Am 10. Oktober 1961 wurde er zum Regierungsvizepräsidenten im Regierungsbezirk Münster ernannt. Am 19. Oktober 1964 wurde er Regierungspräsident im Regierungsbezirk Detmold. Die dortige Regierung führte er bis zum 31. Oktober 1978. Als Gründungsmitglied und Gründungsvorstand sowie als späterer Vorsitzender der Westfälisch-Lippischen Universitätsgesellschaft trug er maßgeblich zum Aufbau der Universität Bielefeld bei. Er war „Ehrenbürger“ der Universität Bielefeld.

## Ehrungen
Ernst Graumann wurde im September 1971 das Verdienstkreuz 1. Klasse des Verdienstordens der Bundesrepublik Deutschland verliehen. Mit dem Eintritt in den Ruhestand im Oktober 1978 wurde er mit dem Großen Verdienstkreuz ausgezeichnet.